# Timah (威士忌)
Timah（音译“蒂玛”）是来自马来西亚的混合威士忌品牌，由永百盛酒业（Winepak Corporation）生产。Timah是由加热泥炭和当地制造的烈酒加工而成的大麦芽混合物组成，酒精含量为40%，每瓶容量可高达750毫升。

## 描述与历史
Timah是一种混合威士忌，主要成分为通过泥炭加热处理两种成熟的大麦芽。这可增添烟熏威士忌的气味。这种麦芽与当地中性性质的烈酒（蒸过的酒精液体）混合在一起。Timah的酒精含量为40%，每瓶瓶装容量高达750毫升。Timah的制造公司是由的Gilbert和Kenny Yeo二位董事创立的。
如今，多个国家与地区，包括美国、新加坡和台湾都有贩卖Timah 。在马来西亚，这种酒精饮料的售价为每瓶RM190。

## 奖项与荣誉
| 產地     | 年份 | 競賽                              | 結果                                      | 参考  |
| -------- | ---- | --------------------------------- | ----------------------------------------- | ----- |
| 马来西亚 | 2020 | SFWSC舊金山世界烈酒競賽           | 銀獎                                      | [ 4 ] |
| 马来西亚 | 2020 | ISC倫敦國際烈酒競賽               | 銀獎                                      | [ 5 ] |
| 马来西亚 | 2021 | 马来西亚最佳威士忌                | 金奖                                      | [ 6 ] |
| 马来西亚 | 2021 | IWSC國際葡萄酒暨烈酒競賽（IWSC)） | 銀獎                                      | [ 7 ] |
| 马来西亚 | 2022 | 美國BTI國際烈酒評鑑（BTI）        | 金獎                                      | [ 8 ] |
| 马来西亚 | 2022 | 美國BTI國際烈酒評鑑（BTI）        | Best World Whiskey in Highball Highlights | [ 9 ] |

## 争议

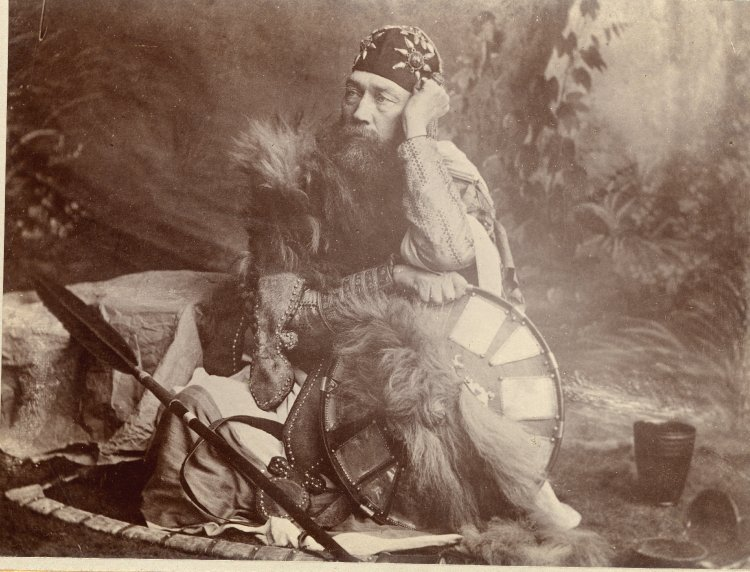
图为Timah威士忌在包装上使用的崔斯特瑞姆·斯皮迪的人物肖像。

Timah于2021年10月的线上活动推介活动后就受到当地伊斯兰团体的批评。他们都认为该威士忌品牌是对穆斯林社区的侮辱，尤其是马来西亚伊斯兰党（PAS）和槟城消费者协会。亦有人认为，威士忌的名字“Timah”为一般的穆斯林妇女“Fatimah”（法蒂玛，另译花蒂玛）的缩写，进而与穆罕默德的同名之女法蒂玛产生联系。甚至有部分抗议者表示，喝下Timah就等同于喝下穆斯林女人。因此，抗议者提议该饮料必须重新命名，禁止在马来西亚销售。包裹方面，由于肖像为留有大胡子，戴着塔基亚的人物据称是伊斯兰教徒而受到抗议者的质疑。

### 回应
即便如此，制造商否认品牌背后的逻辑，并解释说之所以会以“Timah”命名是基于同名金属元素，并且无意应用伊斯兰元素，并且销售给非穆斯林。据制造商称，威士忌品牌的灵感来自马来亚殖民时代蓬勃发展的锡业。同时，包装上的肖像是一位殖民官员兼商人，崔斯特瑞姆·斯皮迪。
与此同时，一些公众对这种饮料的品牌化表示欢迎，并称这种谴责“过激”以及“即将到来的选举季节的迹象”。与此同时，伊党重要官员拿督端依布拉欣端曼也对基于对非穆斯林的宽容的品牌化表示欢迎，并称由此产生的争议是没有必要的。

### 备注
1. ↑  也称为Captain Speedy，有传他是将威士忌引入马来亚的一大功臣[10]。

### 引用
1. 1 2 3 4  . 马来西亚东方日报 - 东方网. 2021-10-19  [2021-11-03]. （原始内容存档于2021-11-03） （中文（马来西亚））.
2. ↑  Augustin, Richard. . Augustman. 2021-10-13  [2021-10-20]. （原始内容存档于2021-10-20） （英语）.
3. 1 2  . 新海峡时报. 2021-10-17  [2021-10-18]. （原始内容存档于2021-10-21） （英语）.
4. ↑   (PDF). www.sfspiritscomp.com.   [2023-06-01]. （原始内容存档 (PDF)于2021-08-27） （英语）.
5. ↑  . internationalspiritschallenge.com.   [2023-06-01]. （原始内容存档于2023-06-12） （英语）.
6. ↑  Pereira, Aaron. . Augustman. 2021-10-19  [2021-11-02]. （原始内容存档于2021-10-28） （英语）.
7. ↑  . iwsc.net.   [2023-06-01]. （原始内容存档于2023-06-01） （英语）.
8. ↑  .   [2023-06-01]. （原始内容存档于2023-06-01） （英语）.
9. ↑  .   [2023-06-01]. （原始内容存档于2023-06-01） （英语）.
10. 1 2  Ong, Li Ping. . Marketing Interactive. 2021-10-18  [2021-10-24]. （原始内容存档于2021-10-23） （英语）.
11. ↑  Tan, Tarrence. . The Star (Malaysia). 2021-10-08  [2021-11-03]. （原始内容存档于2021-10-29） （英语）.
12. ↑  . The Rakyat Post. 2021-10-16  [2021-10-29]. （原始内容存档于2021-11-02） （英语）.
13. ↑  . The Star (Malaysia). 2021-10-19  [2021-10-19]. （原始内容存档于2021-10-20） （英语）.
14. ↑  . Free Malaysia Today. 2021-10-19  [2021-10-25]. （原始内容存档于2021-10-19） （英语）.